# Grosser Greiner
Grosser Greiner är ett berg i Österrike. Det ligger i distriktet Schwaz och förbundslandet Tyrolen, i den västra delen av landet. Toppen på Grosser Greiner är 3 201 meter över havet, eller 203 meter över den omgivande terrängen.
Den högsta punkten i närheten är Großer Möseler, 3 479 meter över havet, 3,8 km sydost om Grosser Greiner.
Trakten runt Grosser Greiner består i huvudsak av kala bergstoppar och alpin tundra.